# جائزة البرازيل الكبرى 1988
جائزة البرازيل الكبرى 1988 هو سباق فورمولا 1 أقيم بتاريخ 3 أبريل 1988 في ريو دي جانيرو، البرازيل. كان الأول من أصل 16 في بطولة العالم لسباقات الفورمولا واحد موسم 1988. حلّ الفرنسي ألن بروست أولا بينما جاء النمساوي غيرهارد بيرغر في المركز الثاني وحصل على المركز الثالث البرازيلي نيلسون بيكيه.